# Sainte-Honorine-des-Pertes
Sainte-Honorine-des-Pertes ist eine Ortschaft und eine ehemalige französische Gemeinde mit 528 Einwohnern (Stand: 1. Januar 2022) im Département Calvados in der Region Normandie. Sie gehörte zum Arrondissement Bayeux sowie zum Kanton Trévières.
Mit Wirkung vom 1. Januar 2017 wurden die früheren Gemeinden Sainte-Honorine-des-Pertes und Russy zu einer Commune nouvelle mit dem Namen Aure sur Mer zusammengelegt und üben in der neuen Gemeinde den Status einer Commune déléguée aus. Der Verwaltungssitz befindet sich im Ort Sainte-Honorine-des-Pertes.

## Geographie
Sainte-Honorine-des-Pertes liegt an der Ärmelkanalküste. Sainte-Honorine-des-Pertes ist im tiefen Teil einer Felsküste gelegen, 4 km westlich von Port-en-Bessin-Huppain und 12 km nordwestlich von Bayeux entfernt.

### Geologie
Die Felsküste von Sainte-Honorine-des-Pertes ist ein Stratotyp des Bajociums. Das Bajocium wurde nach der benachbarten Stadt Bayeux benannt. Die Felsküste ist eine geschützte geologische Stätte.

## Bevölkerungsentwicklung
| Jahr                       | 1962 | 1968 | 1975 | 1982 | 1990 | 1999 | 2007 | 2016 |
| Einwohner                  | 333  | 293  | 310  | 371  | 391  | 415  | 571  | 547  |
| Quellen: Cassini und INSEE |      |      |      |      |      |      |      |      |

## Sehenswürdigkeiten
- Kirche Sainte-Honorine aus dem 13. Jahrhundert. Sie ist in die Liste der historischen Denkmäler aufgenommen worden[3].
- öffentlicher Waschplatz
- Kapelle Saint-Siméon

## Persönlichkeiten
- Nicolas-Claude Duval-le-Roy (Sainte-Honorine-des-Pertes 1739–1810), Mathematiker und Hydrograf

## Sainte-Honorine-des-Pertes im Film
- Der längste Tag – das Haus, in dem die Szene mit Fernand Ledoux und Pauline Carton gedreht wurde, befindet sich in der Gemeinde.